# Лагаш

Карта Шумеру (англ.) часів Хаммурапі, Лагаш розташований в південно-східній частині, на річці Тигр

Лагаш — стародавня держава та однойменне місто. Одне з найбільших та найважливіших міст-держав Шумеру, розташовувався в південно-східній частині сучасного Іраку, на обох берегах Тигру.

## Археологія
Археологічні розкопки велися в Лагаші з 1877 року французькими археологами Ернестом де Сарзеком. В 1903 його розкопки продовжив Гастон Крое. В 1929–1931 роках там працював Анрі де Женуяком, а потім два роки Андре Парро.

## Загальний опис
Окрім власне Лагашу (місце ворон шумерською) який звався також Урукуга — священне місто(сучасне городище Ель-Хіба) до складу держави входили такі міста як Нгірсу (городище Тепла) де знаходився храм бога покровителя Лагашу Нінгірсу, Сіранан або ж Ніна, Кінунір, Уру, Кіеш, Е-Нінмар, Гуаба та деякі інші. В XXIV столітті до нашої ери площа держави Лагашу становила 2-2,5 тисячі квадратних кілометрів а населення за сучасними оцінками 150–250 тисяч.
Перші поселення та зрошувальний канал з'явилися в Лагаші не пізніше межі V та IV тисячоліть до нашої ери. Найдавніші писемні згадки датуються XXVI століття до нашої ери, останні ж епохою Селевкідів — ІІ століття до нашої ери. Тобто місто проіснували близько 4 тисяч років з має 2,5 тисячі років писемної історії.
Традиційним ворогом Лагашу часів існування в Шумері незалежних міст-держав була Умма — ці два міста майже постійно воювали між собою.
Правителі міста носили титул енсі і час від часу приймали титул лугаля. Однак при цьому вони не були верховними жрецями «санга» — цю посаду обіймала інша людина. Справа в тому, що центральне місці в релігійному світогляді шумерів займала концепція так званого «священного шлюбу» відповідно до неї санга певного божества мали складати йому пару, оскільки покровителем Лагашу був бог Нінгірсу, то санга була жриця.

## Додинастичний період
На основі знайдених в Урі табличок датованих початком III тисячоліття до нашої ери можна зробити висновок, що це місто визнавало владу правителя Лагашу. Оскільки Ур здавна був одним з найвпливовіших міст Шумеру, а між ним та Лагашем знаходилися й інші міста, то можна припустити, що в той час Лагаш був гегемоном країни. Однак десь біля середини XXIX століття до нашої ери гегемонія перейшла до Шурупаку вояки якого згідно документів стояли гарнізонами в Уруці, Ніппурі, Адабі, Уммі та Лагаші.

## Перший ранньодинастичний період
Пізніше гегемонію захопив Кіш. Відомо, що близько 2600 року до нашої ери Лагаш визнавав його владу. Тодішньому лугалю Кіша приписується винесення найстародавнішого в історії людства третейського рішення щодо суперечки про кордон між Лагашем та Уммою.
В ранньодинастичний період столицю було перенесено з власне Лагашу до Нгірсу.

## Третій раньодинастичний період та перша династія Лагашу

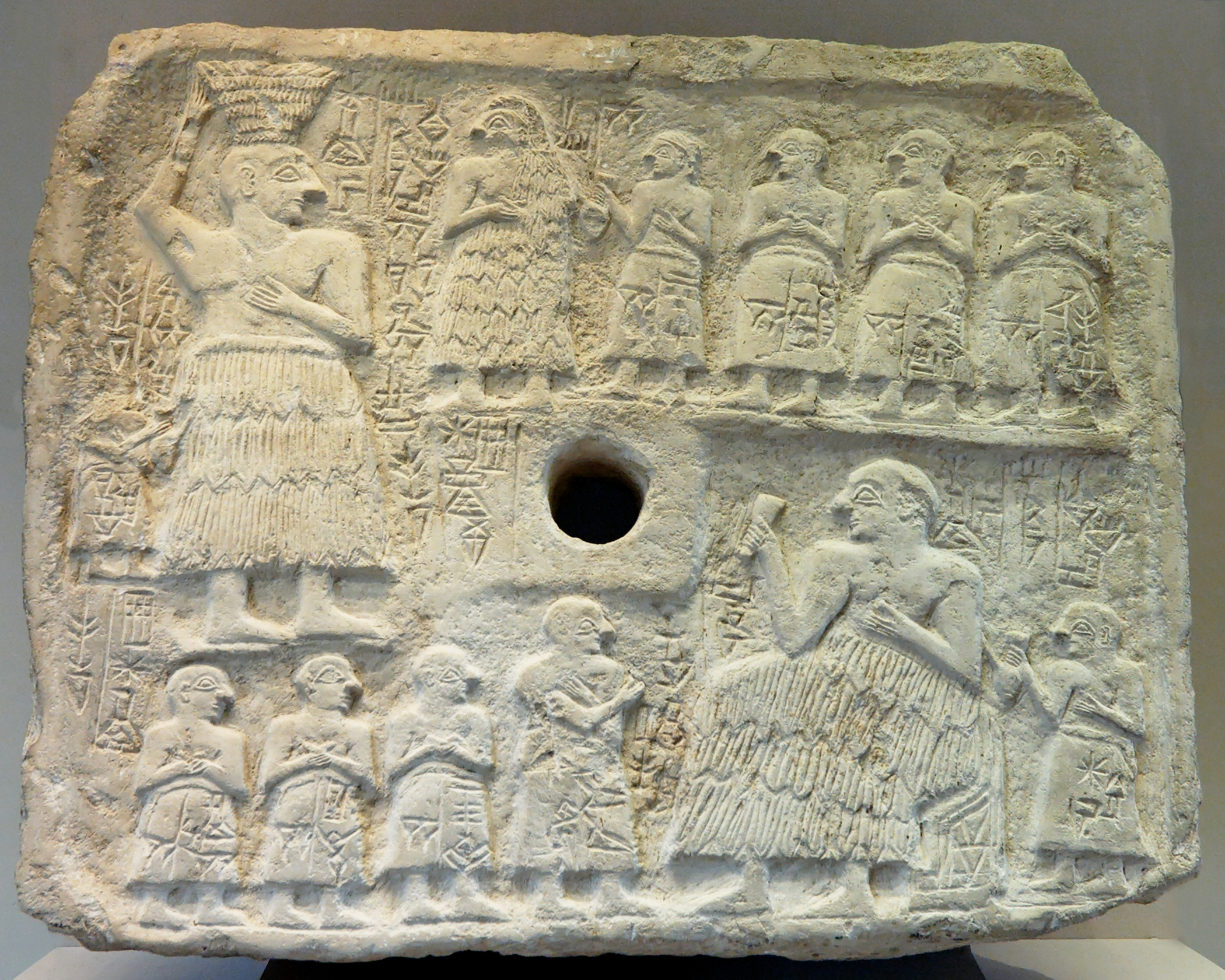
Той самий рельєф. Отой лисий з кошиком на голові це сам правитель Лагашу Ур-Нанше. Це він так показує свою причетність до будівництва як в наші часи усякі президенти одягають будівельні каски.

Найбільшого розквіту місто досягло в середині III тисячоліття до нашої ери за правління так званої Першої династії Лагашу в XXV–XXIV століттях до нашої ери. Засновником династії був Ур-Нанше, який заклав основи майбутньої могутності Лагашу. Зовнішнім проявом потуги стало широке будівництво, яке розгорнув цей правитель. На одному з рельєфів того часу зображено самого царя, який бере участь в закладці храму в присутності своїх дітей, слуг та усяких достойників. У своїх надписах Ур-Нанше описує спорудження храмів, каналів та подарунки святилищам.

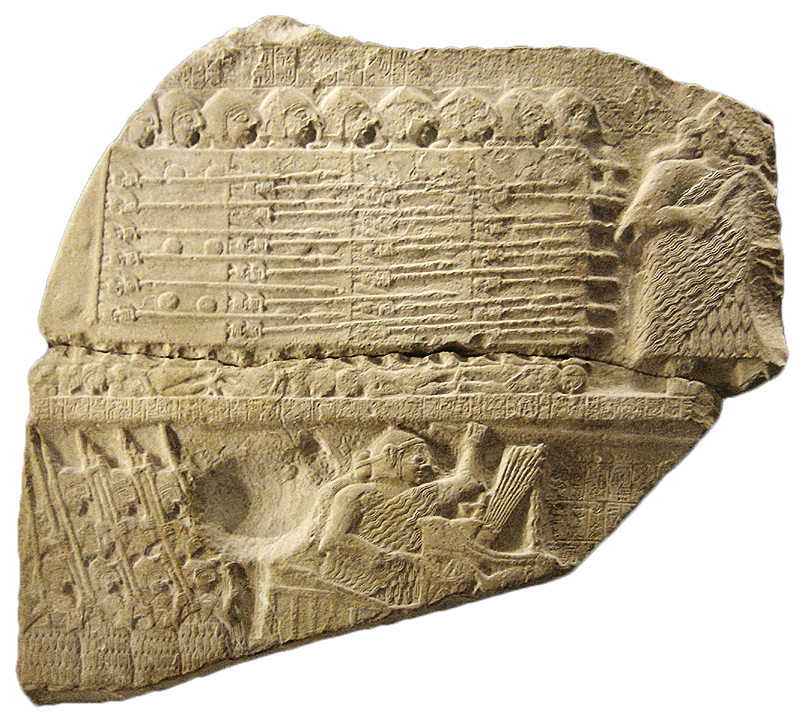
Стела коршунів. Попереду сам Еаннатум, зверху пішки, а знизу на колісниці за ним суне лагашська важка піхота.

Його наступники Еаннатум і Ентемена підкорили собі значну частину Шумеру. Одна з перемог Еаннатума над Уммою та союзними їй царями Кіша та Акшака відображена в надписах та рельєфах знаменитої «Стели коршунів». Еаннатум звільнив Лагаш від політичного впливу Кіша. Він завойовує Ур, де перериває правління І династії Уру, а також підкоряє своєму впливові Урук, Ларсу та Еріду, тобто увесь південний Шумер. Еаннатуму вдалося також розбити східних сусідів — горян Еламу, сам правитель заявляє в своєму написі, що «підкорив Елам, гори, що викликають здивування, насипав (могильні пагорби)… розтрощив Еламу голову, Елам було відігнано у свою країну». Справу попередника продовжив його племінник Ентемена. Він нав'язав уммському володарю мирний договір, й, водночас, щоб покласти край затяжному конфліктові між Лагашем та Уммою, вирив новий канал від Лагаша до Тігру (Шатт ель-Хай), який експлуатується місцевим населенням і досі. Також йому вдалося зміцнити владу Лагашу над Уром, Еріду та священним Ніппуром і відбити нашестя еламітів. Однак наступники цих правителів не змогли втримати гегемонію і Лагаш втратив провідну роль в Шумері.

### Архів храму Баби
Від пізніших часів правління Лугальанди та Урукагіни дійшов значний архів храму богині Баби чи Бау, якому містяться важливі відомості, які стосуються соціально-економічної історія як Лагашу, так і всього Шумеру. Хоч храм Баби не був центральним в Лагаші на відміну від храму Нінгірсу, але дослідники вважають, що в цілому його господарство може служити зразком і щодо інших храмів Шумеру. Хоч припускають, що в храмах богів-покровителів міст ширше використовувалася праця вільних громадян, які мали відпрацювати певний час «на бога» як повинності. Згідно з даними архіву, вся земля храму поділялася на три частини. Перша входила безпосередньо в храмове господарство і оброблялася нижчим персоналом храму з числа колишніх чужинців та інших неповноправних осіб, не з числа громадян. Врожай з цієї частини призначався для сакральних потреб, торговельного обміну, страхових видач тощо, тобто споживався безпосередньо храмом. Друга частина землі у вигляді службових наділів роздавалась робітникам і службовцям храму, включаючи ремісників, — як плата за їх працю. Нарешті, третя частина у формі наділів призначалася для здачі в оренду усім охочим за досить помірну орендну плату, що становила 1/6-1/8 врожаю.

## Реформи Урукагіни
Війни збагатили лагаську знать. Вона заходилася шляхом стягування податків та поборів грабувати свій народ. Лагаш сараною обсіли чиновники-фіскали, які іноді з'являлися правити податок навіть на похорони. Як зауважував С. Н. Крамер, ці «слуги народу» проявляли таку винахідливість у нарощуванні власних прибутків, що їм могли б у цьому позаздрити навіть сучасні їхні колеги. Жертвою ненаситних чиновників ставали також храмові господарства, проте жрецтво справно перекладало збитки на плечі простого люду, збільшуючи плату за культові послуги.
Свавілля чиновників, ймовірно, призвело до соціального вибуху в Лагаші. Останньому представникові династії Ур-Нанше, Лугальанді, вказали на двері, а на царство поставили його свояка Урукагіну. Новий володар заходився перебдовувати суспільство і став першим в історії людства, відомим нам, соціальним реформатором. Він першим оголосив популярний в наступному лозунг «нехай сильний не ображає вдів і сиріт!». Урукагіна повернув храмам привласнені чиновниками землі й робочу силу, зменшив побори з жерців та збільшив пайки підневільним храмовим робітникам, відновив автономнію храмового господарства. В Шумері храмам належало до половини землі і дуже значна частина населення так чи інакше була пов'язана з ними — жерці, храмові ремісники та робітники, люди які орендували в храмів землю тощо усі вони були зацікавлені в процвітанні храмів і усіх їх зачіпали попередні утиски. Щодо рядових общинників, то було також знижено плату за культові послуги, відмінено деякі податки з ремісників та зменшено трудові повинності на іригаційних спорудах. Також Урукагіна скасував борги тих, хто потрапив у кабалу і відновив судову організацію в сільських громадах. Окрім того була заборонена поліандрія. Усе це реформатор видавав за договір з богом Нінгірсу, а себе представляв виконавцем божої волі.
Історики неоднозначно оцінюють соціальні реформи Урукагіни. Одні трактують їх як соціальний переворот, інші — як косметичний засіб, призначений випустити пару із соціального котла. Мабуть, друга оцінка слушніша, як зазначав із цього приводу С. Н. Крамер, Уруінімгіна «подібно до більшості інших реформаторів, мабуть, з'явився запізно й устиг зробити занадто мало».
Однак в кінці його правління Лагаш було підкорено правителем Умми Лугальзагесі, який об'єднав під своєю владою увесь Шумер. Невдовзі його розбив Шаррум—кем який підкорив усю Країну. Так самі шумери називали Шумер, в тому числі й Лагаш.
Слід відмітити, що хоч перехід з шумерської мови на аккадську почався ще задовго до Саргона, але саме в Лагаші шумерська найдовше залишалася не лише писемною та літургійною, але й живою розмовною мовою.

## Друга династія Лагашу

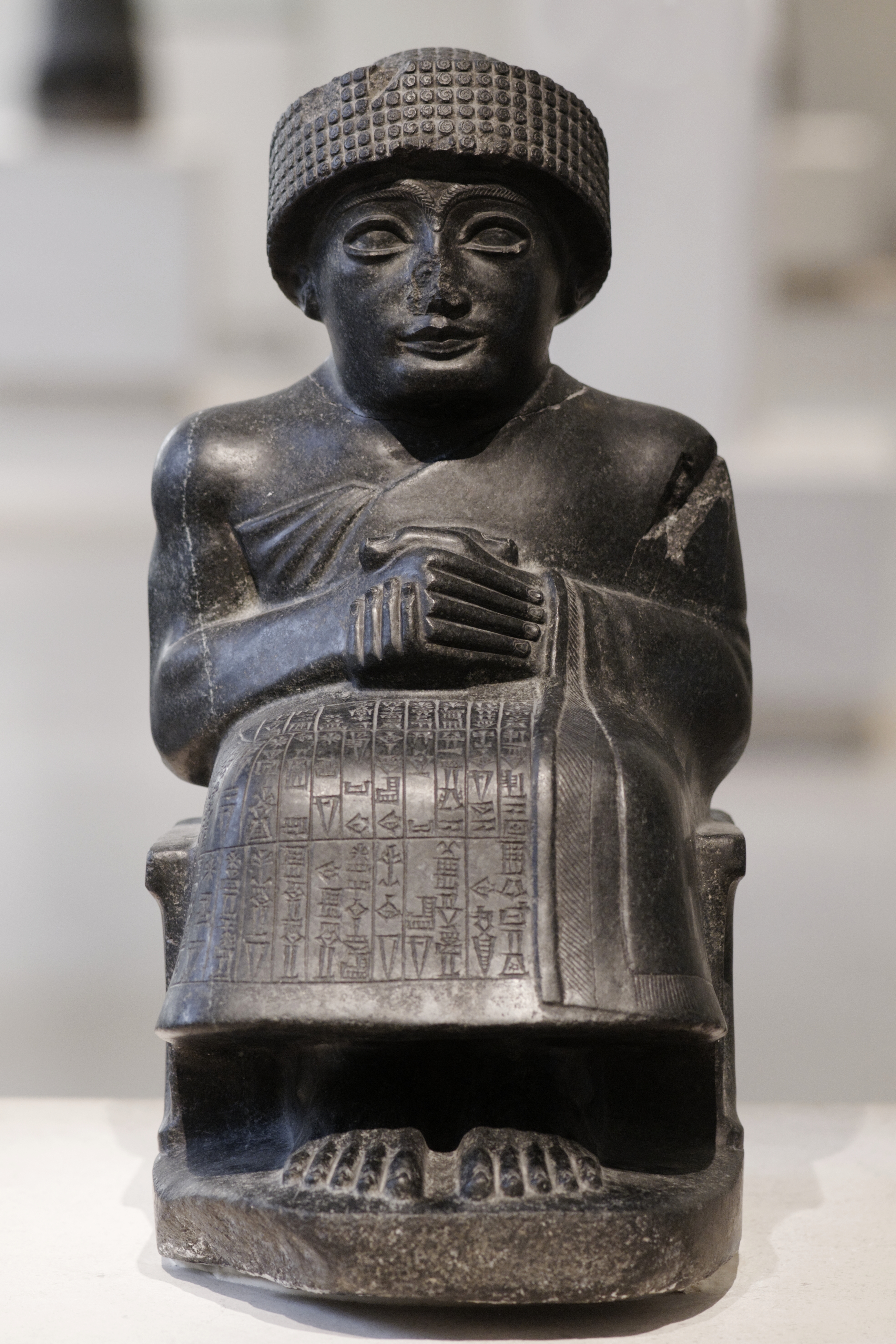
Статуетка царя Гудеа

Другий підйом міста стався за часів панування гутіїв, коли правителі Лагашу, визнаючи владу гірських завойовників та відкуповуючися від них даниною, змогли підкорити собі ряд інших міст Шумеру і добилися фактичної гегемонію в Шумері. Найбільшого впливу Лагаш досяг за Гудеа, якому схоже підкорявся увесь південний Шумер і навіть деякі області Еламу. В ті часи в Лагаші відродилися старі шумерські порядки — як і в старовину, усе життя було зосереджене навколо храмів, а його правителі витрачали величезні ресурси на їх будівництво та прикрашання. Однак після вигнання гутіїв, процвітання цього часу і відповідно слава «зрадницького» міста стала на заваді претензій місцевих правителів на гегемонію. І якщо Лагаш так і не ввійшов у царство Шумеру та Аккаду Утухенгаля, то його наступник і засновник Третьої династії Уру Ур-Намму підкорив Лагаш і включив його до складу своєї держави. З тих часів Лагаш втратив колишнє значення.